# Diego Carrasco (Fußballspieler)
Diego Andrés Carrasco Muñoz (* 25. Mai 1995 in Coquimbo) ist ein chilenischer Fußballspieler, der hauptsächlich als Innenverteidiger eingesetzt wird.

## Karriere
Carrasco gab sein Profidebüt im Alter von 18 Jahren in einem Spiel der Copa Chile 2013/14 gegen Deportes Copiapó, in dem er über die volle Spielzeit von neunzig Minuten zum Einsatz kam. Er spielte durchgehend für das Team der „Piraten“ in der Primera B, der zweithöchsten Spielklasse im chilenischen Fußball. In der Saison 2018 wurde er zum Mannschaftskapitän ernannt und gewann mit Coquimbo Unido die Meisterschaft der Primera B, wodurch der Aufstieg in die Primera División gelang. Damit feierte Carrasco seinen ersten Titel im Profifußball.
Im Januar 2019 unterschrieb er einen Dreijahresvertrag bei Universidad de Chile. Für die Saison 2023 kehrte Carrasco nach einer weiteren Station beim CD O’Higgins zu Coquimbo Unido zurück. Im Jahr 2024 wechselte er zu Deportes Copiapó. Ein Jahr später unterschrieb er bei Deportes Concepción.

## Erfolge
Coquimbo Unido
- Chilenischer Zweitligameister: 2018